# Kay Pollak
Pour les articles homonymes, voir Pollak.
Kay Pollak (né le 21 mai 1938  à Göteborg) est un réalisateur suédois .

## Filmographie
- 1976 : Elvis! Elvis!
- 1980 : Barnens ö
- 1986 : Älska mej
- 2004 : La Chorale du bonheur (Så som i himmelen)